# Aethalochroa ashmoliana
Aethalochroa ashmoliana es una especie de mantis de la familia Toxoderidae.

## Distribución geográfica
Se encuentra en la India, Irán y Sri Lanka.